# Glaucilla
Glaucilla Bergh, 1861 è un genere di molluschi nudibranchi della famiglia Glaucidae.

## Tassonomia
Il genere comprende le seguenti specie:
- Glaucilla bennettae (Churchill, Valdés & Ó Foighil, 2014)
- Glaucilla marginata Reinhardt & Bergh, 1864
- Glaucilla mcfarlanei (Churchill, Valdés & Ó Foighil, 2014)
- Glaucilla thompsoni (Churchill, Valdés & Ó Foighil, 2014)